# Shihab al-din Suhrawardi
Al-Shihab al-Din Yahya Suhrawardi, född 1155 i Suhraward i Persien, död 1191 i Aleppo, var en persisk filosof och sufisk författare. Han studerade rättsvetenskap och filosofi i Maragheh i Persien och reste runt i nuvarande Irak och Turkiet och slutade sina dagar i Syrien. För sina kritiska angrepp på islamiska lärde blev han fängslad och dog 38 år gammal i Aleppo.
Suhrawardis författarskap fick stort och varaktigt inflytande på islamisk filosofi och på sufismens utveckling, både inom shia- och sunniislam. Han var starkt påverkad av zoroastrism och annan iransk religion och filosofi som han omskapade för sina egna syften. Ett huvudtema i hans tankar är människans möjligheter för inre upplysning. Människans mål är upplevelsen av enhet med Gud och det gudomliga ljuset. För att nå detta mål bör människan ledas av profeter, och här spelar Muhammed en särskild roll.[källa behövs]
Suhrawardi blev först känd i västvärlden genom Henry Corbins studier i mitten av 1900-talet.